# مفکر الغربی
مفکر الغربی (به عربی: مفکر الغربی) یک روستا در سوریه است که در ناحیه بری شرقی واقع شده‌است. مفکر الغربی ۸۰۳ نفر جمعیت دارد.